# 1915
1915. је била проста година.

## Догађаји

### Јануар
- 24. јануар — Британски ратни бродови су у бици код Догер Бенка у Првом светском рату у Северном мору потопили немачку крстарицу „Блихер“ на којој је погинуло 870 људи.
- 28. јануар — Одлуком америчког Конгреса створена је Обалска стража САД као један од огранака Оружаних снага САД.

### Март
- 10. март — У Чикагу одржан Први југословенски народни сабор, с представницима 486 разних исељеничких организација из САД и Канаде у корист идеје о ослобађању и уједињењу јужнословенских народа у једну државу.
- 14. март — Британска морнарица је пронашла и потопила немачку лаку крстарицу СМС Дрезден у бици код Мас де Тијере.

### Април
- 15. април — Прогоном јерменских интелектуалаца у Цариграду отпочео геноцид над Јерменима.
- 22. април — Немачка војска у Првом светском рату на Западном фронту код Ипра први пут употребила бојни отров, касније назван иперит.
- 25. април — Геноцид над Јерменима Oсманске власти почеле да хапсе и депортују стотине јерменских интелектуалаца и вођа из Цариграда. По наређењу Талат-паше, процењује се да је између 800.000 и 1,2 милиона Јермена послато на маршеве смрти у Сиријску пустињу током 1915. и 1916. године.
- 25. април — Искрцавањем британских, француских, новозеландских и аустралијских војника на полуострво Галипоље почела је Галипољска операција, једна од највећих битака у Првом светском рату.
- 26. април — Италија је тајно потписала Лондонски споразум с Великом Британијом, Русијом и Француском и, у Првом светском рату, прешла на страну сила Антанте уз обећање да ће добити Тирол, Трст, Горицу, Истру, делове Далмације и Албаније.

### Мај
- 7. мај — Немачка подморница "У20" торпедима потопила британски путнички брод "Лузитанију", што је допринело одлуци САД да уђу у Први светски рат.
- 22. мај — У најтежој железничкој несрећи у Великој Британији, у судару два воза у Шкотској, погинуло 227 људи.

### Јун
- 5. јун — Жене у Данској су добиле право гласа.

### Јул
- 21. јул — Албертски алкохолни референдум 1915.

### Август
- 24. август — Тајни споразум Бугарске и Немачке је потписан у Софији између Бугарске и Немачке, којим је договорено територијално проширење Бугарске у могућем приступањем Бугарске Централним силама у Првом светском рату. Споразум су потписали премијер Бугарске Васил Радославов и рајхсканцелар Немачке - Георг Михаелис.

### Октобар
- 5—8. октобар — Пад Београда 1915.

### Новембар
- 25. новембар — Страдање свештеника у Јанкиној падини 1915 Бугарске окупационе власти су на простору Беле Паланке, Југоисточна Србија стрељале двадесет свештенике и једног официра из нишког краја. Злочин су преживела само два свештеника и један официр, који су касније о томе сведочили[1].

### Децембар
- 12. децембар — Председник Републике Кине Јуан Шикај је поново увео монархију и прогласио се кинеским царем.

## Рођења

### Март
- 8. март — Милица Павловић Дара, народни херој Југославије († 1944).
- 15. март — Венко Марковски, македонски писац († 1988)
- 23. март — Василиј Зајцев, совјетски снајпер († 1991)

### Мај
- 6. мај — Орсон Велс, амерички филмски глумац, режисер и продуцент († 1985)

### Јун
- 12. јун — Дејвид Рокфелер, амерички предузетник. († 2017)
- 24. јун — Илај Волак, амерички филмски и позоришни глумац († 2014)

### Јул
- 7. јул — Јул Бринер, амерички филмски и позоришни глумац († 1985)

### Септембар
- 23. септембар — Зденко Блажековић, хрватски фашистички функционер. († 1947)

### Октобар
- 25. новембар — Аугусто Пиноче, чилеански генерал и диктатор. († 2006)

## Смрти

### Април
- 3. април — Надежда Петровић, српска сликарка (* 1873)

### Мај
- 9. мај — Франсоа Фабе, луксембуршки бициклиста. (* 1887)

### Август
- 10. август — Хенри Мозли, енглески физичар (* 1887)

### Септембар
- 15. септембар — Исидор Бајић, српски композитор, педагог и издавач (* 1878)

### Октобар
- 12. октобар — Лазар Пачу, српски политичар и економиста. (* 1855)

## Нобелове награде
- Физика — Сер Вилијам Хенри Браг и Вилијам Лоренс Браг
- Хемија — Рихард Мартин Вилштетер
- Медицина — Награда није додељена
- Књижевност — Ромен Ролан
- Мир — Награда није додељена
- Економија — Награда у овој области почела је да се додељује 1969. године